# Hella Kovac
Hella Kovac, née le 10 novembre 1911 à Vienne (Autriche) et morte en 1999, est une joueuse de tennis yougoslave. 
Elle a notamment atteint la finale du double dames à Roland Garros en 1939, associée à sa compatriote Alice Florian.

## Palmarès (partiel)

### Finale en double dames
| No | Date       | Nom et lieu du tournoi         | Catégorie | Surface      | Vainqueures                          | Partenaire    | Score    |          |
| -- | ---------- | ------------------------------ | --------- | ------------ | ------------------------------------ | ------------- | -------- | -------- |
| 1  | 18/06/1939 | Internationaux de France Paris | G. Chelem | Terre (ext.) | Jadwiga Jędrzejowska Simonne Mathieu | Alice Florian | 7-5, 7-5 | Parcours |

## Parcours en Grand Chelem (partiel)
Si l’expression « Grand Chelem » désigne classiquement les quatre tournois les plus importants de l’histoire du tennis, elle n'est utilisée pour la première fois qu'en 1933, et n'acquiert la plénitude de son sens que peu à peu à partir des années 1950.

### En simple dames
| Année | Championnat d'Australie | Championnat d'Australie | Internationaux de France | Internationaux de France | Wimbledon       | Wimbledon       | US National | US National |
| ----- | ----------------------- | ----------------------- | ------------------------ | ------------------------ | --------------- | --------------- | ----------- | ----------- |
| 1936  | -                       | -                       | 3e tour (1/8)            | Sylvie Jung              | -               | -               | -           | -           |
| 1937  | -                       | -                       | 2e tour (1/16)           | J. Jędrzejowska          | 2e tour (1/32)  | Simonne Mathieu | -           | -           |
| 1938  | -                       | -                       | 3e tour (1/8)            | S. Pannetier             | 1er tour (1/64) | Hilde Sperling  | -           | -           |
| 1939  | -                       | -                       | 1er tour (1/16)          | Klara Somogyi            | 3e tour (1/16)  | J. Jędrzejowska | -           | -           |

À droite du résultat, l’ultime adversaire.

### En double dames
| Année | Championnat d'Australie | Championnat d'Australie | Internationaux de France     | Internationaux de France | Wimbledon                     | Wimbledon                | US National | US National |
| ----- | ----------------------- | ----------------------- | ---------------------------- | ------------------------ | ----------------------------- | ------------------------ | ----------- | ----------- |
| 1936  | -                       | -                       | 1er tour (1/8) Phyllis Xydis | S. Mathieu Billie Yorke  | -                             | -                        | -           | -           |
| 1937  | -                       | -                       | 2e tour (1/8) Simone Amaury  | D. Andrus Sylvie Jung    | -                             | -                        | -           | -           |
| 1938  | -                       | -                       | 2e tour (1/8) Gerda Hein     | E. Belliard Goldschmidt  | 1er tour (1/32) M. Baumgarten | Gisela Enger Rosl Krauss | -           | -           |
| 1939  | -                       | -                       | Finale Alice Florian         | Jędrzejowska S. Mathieu  | 1er tour (1/32) Alice Florian | P. Morison E. Corbin     | -           | -           |

Sous le résultat, la partenaire ; à droite, l’ultime équipe adverse.